# Ӭ
La Ӭ, minuscolo ӭ, chiamata anche E con dieresi, è una lettera dell'alfabeto cirillico. Viene usata solo nella versione cirillica modificata per la lingua sami di Kildin dove rappresenta la vocale /e/, usata solo dopo le consonanti Д, Н e Т palatalizzate.